# Pasărea Rock (casetă audio)
Pasărea Rock reprezintă un album neoficial al formației Phoenix, scos pe casetă audio fără aprobarea membrilor acesteia, în jurul anului 1995, de casa de discuri timișoreană Music Box. Albumul conține piese înregistrate în 1990, care aveau să apară ulterior și pe CD-ul Aniversare 35, în 1997, și cele două melodii de pe discul single Ballade for You/The Lark (1987). Din cauza faptului că nu deținea drepturile asupra acelor piese, casa de discuri a fost dată în judecată de către Nicolae Covaci.

## Piese
Fața A:
1. Pasărea Rock 4:11
2. Vasiliscul și Aspida 3:02
3. Sirena 4:52
4. Mica țiganiadă 4:20
5. Nunta 4:07
6. Ciocârlia 5:58

Fața B:
1. Andrii Popa 3:02
2. Uciderea balaurului 4:08
3. Pasărea calandrinon 4:40
4. Balada 4:09
5. Negru Vodă 11:11